# Absorbeur d'oxygène
 (juillet 2017).

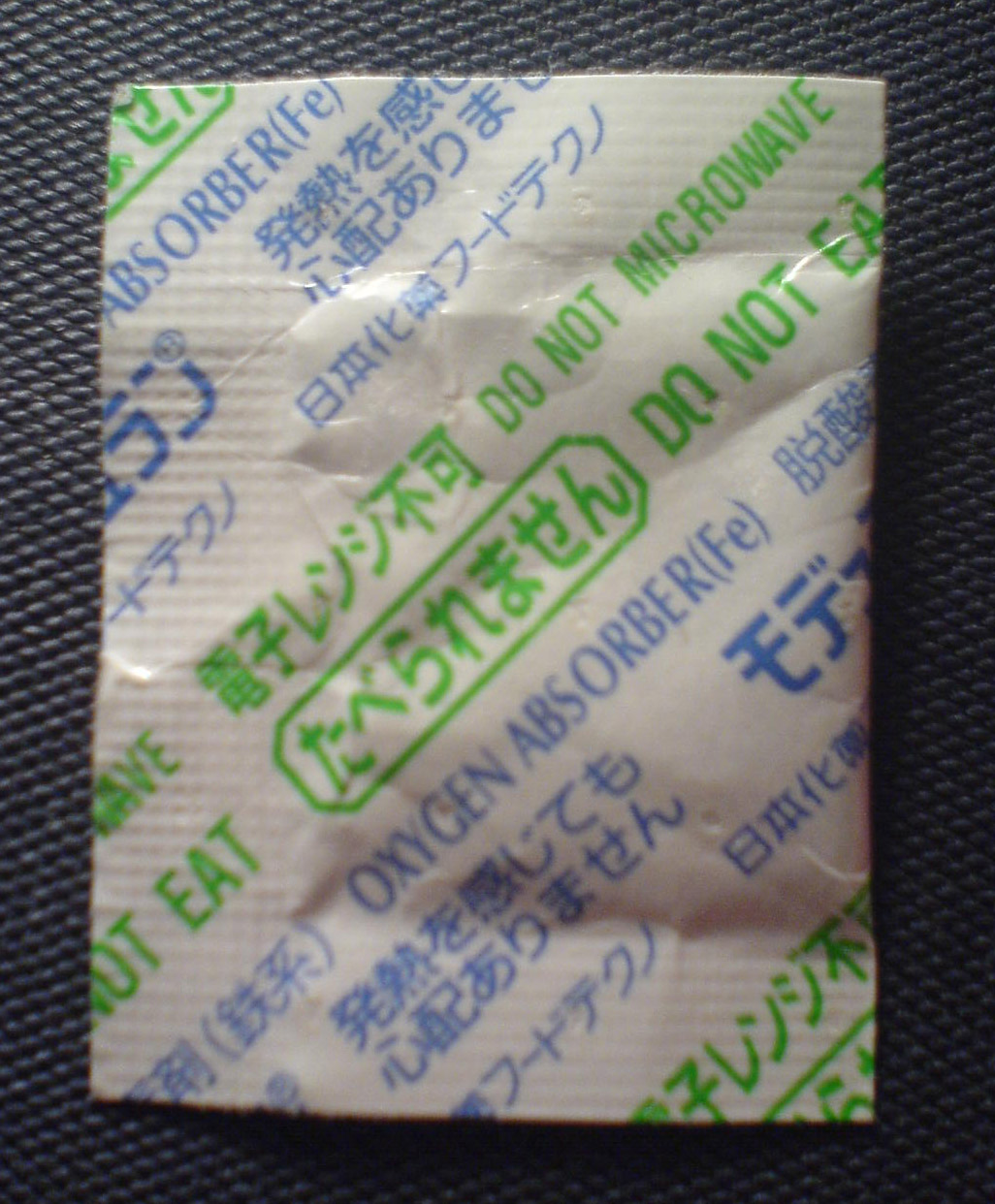
Un absorbeur d’oxygène trouvé à l’intérieur d’un gâteau miniature emballé individuellement

Les absorbeurs d'oxygène sont utilisés pour diminuer la teneur en oxygène gazeux présent dans l'environnement de l'absorbeur et permettent le stockage de longue durée. En effet, l'oxygène favorise la croissance des micro-organismes, ceux-ci sont la cause des changements de couleur et des odeurs de rance dans la nourriture emballée.
Mis au point par le japonais Mitsubishi Gas Chemical Co (sous le nom commercial Ageless), plusieurs grands fabricants sont présents sur le marché : Atmosphere Contrôle SAS, seul producteur européen, Dessicare Inc, Oxi-lower.
Les absorbeurs d'oxygène sont généralement des petits sachets contenant une poudre qui a la propriété d'absorber l'oxygène. La réaction chimique habituellement rencontrée pour l'absorption d'oxygène est : 4FeCO3 + 6H2O + O2 → 4Fe(OH)3 + 4CO2.
Ils sont utilisés régulièrement pour le conditionnement sous atmosphère protectrice des denrées alimentaires, une technologie qui permet de ralentir la dégradation des aliments par la limitation de l'oxydation, et de la croissance de certains micro-organismes aérobies. La production de CO2 lors de l'absorption de l'oxygène est également bénéfique à la conservation des aliments. Dans certains cas, la production de CO2 lors de la réaction d'absorption de l'oxygène n'est pas désirée, et une autre formule est utilisée pour absorber l'oxygène sans produire du CO2. Pour un usage au contact alimentaire, le contenu de l'absorbeur d'oxygène ainsi que son emballage doivent être conformes à la législation alimentaire européenne.
Les absorbeurs d'oxygène sont également utilisés pour le conditionnement médical ou chimique, lorsque la présence d'oxygène est nuisible à la bonne conservation du contenu de l'emballage.
D'autres formes d'absorbeurs d'oxygène existent. Par exemple, un absorbeur peut être autocollant à l'emballage pour le rendre solidaire du conditionnement et éviter qu'il soit perçu comme un corps étranger (surtout dans le secteur alimentaire). Certaines matières plastiques du conditionnement sont parfois elles-mêmes absorbantes d'oxygène (par l'ajout d'une substance dans la masse du plastique lors de sa fabrication).

## Absorbeurs d'oxygène non ferreux
Des ascorbates et le bicarbonate de sodium (E500(ii)) (par exemple) appartiennent à cette famille.
Un matériau cristallin, surnommé le « cristal d'Aquaman », a été développé par des chercheurs de l'université du Danemark du Sud. Il possède la capacité d'absorber, de stocker puis de libérer l'oxygène de l'air. Cet absorbeur utilise l'élément cobalt, lié à une molécule organique.